# Тривор
Тривор (7577 м) — один из высоких пиков хребта Хиспар-Музтаг, в Каракоруме. Является 39 по высоте вершиной в мире.
До сего времени было всего два успешных восхождения, первое в 1960 году совершено по северо-западному ребру совместной экспедицией Великобритании и США возглавляемой Вильфридом Нойсом.